# آلان موناغان
آلان موناغان (بالإنجليزية: Alan Monaghan)‏ (6 مايو 1970، دبلن في جمهورية أيرلندا)؛ روائي أيرلندي.